# Provención
La resolución de conflictos y la provención no tienen una orientación ideológica sino analítica. Se asume que existen necesidades humanas de desarrollo que deben estar satisfechas por las diferentes instituciones (familiares, políticas, judiciales, etc.), y si estas instituciones son suficientemente estables como para proveerlas, dicha sociedad estará significativamente libre de violencia.
Tanto la resolución de conflictos como la provención están deducidas de la Teoría del Conflicto, por lo que no dan una respuesta pragmática a las diferentes situaciones sino que ofrecen qué o cuál marco teórico es válido para hacer una aproximación al conflicto para llegar a resolverlo.

## Provención y resolución de conflictos
La resolución de conflictos ayuda a proporcionar la dirección de la estrategia a seguir por la provención. Mientras que la resolución puede ser descrita en detalle como un proceso, la provención de conflictos, concebida como una política a largo plazo, no puede ser tratada de la misma forma. Ambas parten de las mismas premisas para ser evaluadas, pero en períodos diferentes. Es decir, la transformación del conflicto, entendida como un proceso, puede integrar la provención como uno de los niveles de actuación para alcanzar el objetivo de paz.
La provención está relacionada fundamentalmente con educar, desarrollando capacidades, habilidades y estrategias para abordar los conflictos, cuando son sólo contradicciones e inicios de antagonismos.
La definición propuesta por J.Burton, 1998, designa como provención del conflicto el proceso de intervención antes de la crisis que conduce a una explicación adecuada de los conflictos, el reconocimiento de los cambios estructurales necesarios para eliminar sus causas y al fomento de actitudes y relaciones de colaboración necesarios para manejarlo sin violencia. 
Esta definición se contrapone a la de prevención de conflicto, ya que este término tiene una connotación de contención del mismo que entra en confrontación con la perspectiva socio-crítica.
La provención se asienta en: 
- La compresión y explicación adecuada el conflicto, incluyendo la dimensión humana. (Las 3p's del conflicto)
- El conocimiento de los cambios estructurales necesarios para eliminar las causas profundas del conflicto y evitar así su reaparición.
- La promoción de las condiciones apropiadas que creen un clima adecuado que favorezca las relaciones cooperativas disminuyendo así el riesgo de reaparición del mismo.

Enmarcado en este mismo contexto el diccionario especializado de conflictología lo define como el desarrollo de habilidades y actitudes para resolver los conflictos en sus primeros estadios.
Por lo que la provención del conflicto esta encarada a la formación y educación, que requiere comprender qué es el conflicto y conocer sus componentes, así como desarrollar actitudes y estrategias para resolverlo.
Así se entiende por resolver los conflictos, a diferencia de manejarlos o gestionarlos, el proceso que lleva a su abordaje, hasta llegar a descubrir y resolver las causas profundas que lo originaron, es decir “provenir”.
Se trata en definitiva de poner en marcha un proceso que cree las bases para enfrentar cualquier disputa o divergencia en el momento en que se produzca, mejorando las relaciones entre los sujetos del proceso, partiendo de la necesidad de conocerse con detenimiento; dándole significado a las experiencias personales, estando conscientes de las limitaciones y potencialidades.

## Provención ycambio social
La transformación de conflictos requiere de un conocimiento profundo de las causas que los provocan y su consecuente eliminación, en contraposición a la resolución de conflictos. “Dicen que Einstein dijo que un problema sin solución es un problema mal planteado. También decía que un problema no puede ser resuelto con las mismas herramientas que lo han generado” lo que comporta un cambio en la situación de la misma profundidad que las causas que lo provocan “mientras que los tratamientos correctores de casos concretos se pueden realizar dentro de las estructuras e instituciones existentes de una sociedad, provención requiere cambios de gran alcance en ellos. Por esta razón, la predicción y la provención de conflictos en muchas áreas políticas no son bienvenidas”.
Por ejemplo, en una investigación se descubre que un problema importante de la sociedad son las drogas, los embarazos adolescentes, o la violencia doméstica, y que estos problemas podrían ser provenidos haciendo una redistribución de los recursos disponibles en la medida necesaria para satisfacer las necesidades de todos los miembros de la sociedad, tanto el desarrollo individual como la unión social. Esto significaría la provisión de puestos de trabajo gratificante, un alojamiento adecuado, y el estímulo de la educación, además de asegurar las mismas oportunidades para todos los miembros de la sociedad y establecer así relaciones de valor entre ellos.
Un programa con estos fines sería costoso, y sería considerado una amenaza para los intereses inmediatos de la mayoría de los que determinan las prioridades económicas y sociales. Es mucho más fácil políticamente concentrarse en las tácticas punitivas como el encarcelamiento, medidas correctivas o de gestión de conflictos, caso por caso y a medida que sea necesario, a pesar de los costos a largo plazo puedan llegar a ser mayores de lo que supondría el costo de la provención. Basándose en este argumento, J. Burton propone que la prevención precisa de dos tipos de cambios:
- Cambio de primer orden. Es aquel que se da en la sociedad de manera natural, propiciado por el ambiente y que emerge dentro del sistema establecido. Por ejemplo, la voluntad de formalizar los matrimonios homosexuales.

- Cambio de segundo orden. Es aquel que debe darse a nivel político o institucional. Es la necesidad de replantear la situación para dar salida al cambio de primer orden. Por ejemplo, legalizar los matrimonios homosexuales.

Siguiendo con este hilo argumental, J. Burton plantea tres pasos para evaluar los costes a largo plazo de los conflictos, especialmente los costes económicos y los efectos sobre las libertades y la calidad de vida en general:
-Primero, en qué condiciones el cambio de segundo orden es probable que se requiera.
-Segundo, la naturaleza de los cambios que son inherentes a la idea de la prevención provocados por el cambio de segundo orden.
-Tercero, qué confianza puede haber en los procesos de transformación de conflictos y las políticas de prevención para lograr los objetivos marcados.